# Фігурне катання на зимових Олімпійських іграх 2010 — одиночний розряд (жінки)
Змагання турніру з одиночного жіночого розряду з фігурного катання на зимових Олімпійських іграх 2010 відбудуться 23 та 25 лютого.
Усі змагання пройдуть у Пасифік Колізіумі. Першого дня від 16:00 до 20:30 за місцевим часом (UTC-8) жінки-одиночниці змагатимуться у короткій програмі, а за день — від 17:00 до 21:00 виконуватимуть довільну програму.

## Призери
| Золото                  | Срібло           | Бронза                |
| Південна Корея Кім Йона | Японія Асада Мао | Канада Джоанні Рошетт |

## Змагання
| Місце                                               | Спортсменка             | Країна          | Коротка програма | Коротка програма | Довільна програма | Довільна програма | Всього |
| Місце                                               | Спортсменка             | Країна          | Результат        | Місце            | Результат         | Місце             | Всього |
| --------------------------------------------------- | ----------------------- | --------------- | ---------------- | ---------------- | ----------------- | ----------------- | ------ |
|                                                     | Кім Йона                | Південна Корея  | 78.50            | 1                |                   |                   |        |
|                                                     | Асада Мао               | Японія          | 73.78            | 2                |                   |                   |        |
|                                                     | Джоанні Рошетт          | Канада          | 71.36            | 3                |                   |                   |        |
|                                                     | Андо Мікі               | Японія          | 64.76            | 4                |                   |                   |        |
|                                                     | Рейчел Флетт            | США             | 64.64            | 5                |                   |                   |        |
|                                                     | Мірай Нагасу            | США             | 63.76            | 6                |                   |                   |        |
|                                                     | Кароліна Костнер        | Італія          | 63.02            | 7                |                   |                   |        |
|                                                     | Альона Леонова          | Росія           | 62.14            | 8                |                   |                   |        |
|                                                     | Елене Гедеванішвілі     | Грузія          | 61.92            | 9                |                   |                   |        |
|                                                     | Судзукі Акіко           | Японія          | 61.02            | 11               |                   |                   |        |
|                                                     | Ксенія Макарова         | Росія           | 59.22            | 12               |                   |                   |        |
|                                                     | Лаура Лепісто           | Фінляндія       | 61.36            | 10               |                   |                   |        |
|                                                     | Кііра Корпі             | Фінляндія       | 52.96            | 17               | 108.61            |                   | 161.57 |
|                                                     | Синтія Фаньоф           | Канада          | 57.16            | 14               | 99.46             |                   | 156.62 |
|                                                     | Квак Мін Чжон           | Південна Корея  | 53.16            | 16               | 102.37            |                   | 155.53 |
|                                                     | Сара Майєр              | Швейцарія       | 56.70            | 15               | 96.11             |                   | 152.81 |
|                                                     | Юлія Себестьян          | Угорщина        | 57.46            | 13               | 93.80             |                   | 151.26 |
|                                                     | Сара Геккен             | Німеччина       | 49.04            | 23               | 94.90             |                   | 143.94 |
| 19                                                  | Лю Янь                  | КНР             | 51.74            | 19               | 91.73             |                   | 143.47 |
| 20                                                  | Челтзі Лі               | Австралія       | 52.16            | 18               | 86.00             |                   | 138.16 |
| 21                                                  | Олена Глєбова           | Естонія         | 50.80            | 20               | 83.39             |                   | 134.19 |
| 22                                                  | Соня Лафуенте           | Іспанія         | 49.74            | 22               | 83.77             |                   | 133.51 |
| 23                                                  | Анастасія Гімазетдинова | Узбекистан      | 49.02            | 24               | 82.63             |                   | 131.65 |
| 24                                                  | Туба Карадемир          | Туреччина       | 50.74            | 21               | 78.80             |                   | 129.54 |
| Не кваліфікувалися для виконання довільної програми |                         |                 |                  |                  |                   |                   |        |
| 25                                                  | Ізабель Піман           | Бельгія         | 46.10            | 25               |                   |                   |        |
| 26                                                  | Міріам Ціглер           | Австрія         | 43.84            | 26               |                   |                   |        |
| 27                                                  | Теодора Поштич          | Словенія        | 43.80            | 27               |                   |                   |        |
| 28                                                  | Івана Рейтмайєрова      | Словаччина      | 41.94            | 28               |                   |                   |        |
| 29                                                  | Дженна Маккоркелл       | Велика Британія | 40.64            | 29               |                   |                   |        |
| 30                                                  | Анна Юркевич            | Польща          | 36.10            | 30               |                   |                   |        |

## Суддівська бригада
Жіноче одиночне катання на Олімпійських іграх 2010 судитимуть представники наступних країн:
| Судді                   | 1                       | 2                       | 3                       | 4                       | 5                                                                       | 6                                                                       | 7                                                                       | 8                                                                       | 9                                                                       |
| Жіноче одиночне катання | Жіноче одиночне катання | Жіноче одиночне катання | Жіноче одиночне катання | Жіноче одиночне катання | Жіноче одиночне катання                                                 | Жіноче одиночне катання                                                 | Жіноче одиночне катання                                                 | Жіноче одиночне катання                                                 | Жіноче одиночне катання                                                 |
| ----------------------- | ----------------------- | ----------------------- | ----------------------- | ----------------------- | ----------------------------------------------------------------------- | ----------------------------------------------------------------------- | ----------------------------------------------------------------------- | ----------------------------------------------------------------------- | ----------------------------------------------------------------------- |
| Коротка програма:       | Франція                 | Велика Британія         | Німеччина               | Японія                  | Південна Корея                                                          | Росія                                                                   | Швейцарія                                                               | Словаччина                                                              | США                                                                     |
| Довільна програма:      | Австрія                 | Канада                  | Фінляндія               | Польща                  | визначених у довільний спосіб з числа тих 9, що судили коротку програму | визначених у довільний спосіб з числа тих 9, що судили коротку програму | визначених у довільний спосіб з числа тих 9, що судили коротку програму | визначених у довільний спосіб з числа тих 9, що судили коротку програму | визначених у довільний спосіб з числа тих 9, що судили коротку програму |